# País tropical
«País tropical» es una canción compuesta por el cantante y compositor brasileño Jorge Ben Jor. La canción fue grabada originalmente por el cantante Wilson Simonal el 22 de julio de 1969; después de ser lanzado, al mes siguiente, la canción se convirtió en el mayor éxito de la carrera del cantante. 
En diciembre de ese año se lanzaron versiones de la canción por Gal Costa (en su álbum homónimo) y del compositor Jorge Ben (también para su álbum homónimo).

## Versiones
Con los años, la música se asociará cada vez más como un éxito de su autor, Jorge Ben Jor, eclipsando el éxito de la primera versión cantada de Simonal. 
Desde 1969, la canción también ha sido adaptada por muchos compositores y cantantes como Sergio Mendes, Maurício Manieri, Ivete Sangalo, Shakira y Claudia Leitte, pero también Jorge Ben Jor, en su álbum Tropical (en 1976).

### Versión de Wilson Simonal
En julio de 1969, Jorge Ben llevó a Wilson Simonal, su amigo, a un show de Gal Costa, con quien el primero estaba teniendo un caso. En esa presentación, Gal cantó "País tropical" y Wilson Simonal adoró la música, descubriendo con su amigo que ella ya estaba prometida para ser grabada por la cantante bahiana. 
El cantante hizo que Jorge Ben mostrara la música a César que sacudió el arreglo sobre la reorganización que el propio Simón había hecho, retirando estrofas enteras e incluyendo un bis en el que sólo las primeras sílabas de las palabras eran pronunciadas: así, "Moro en un país tropical "se volvió" Mó 'en un pa' tropi.  César aún colocó una coda en la que se apropiaba de la letra del samba "Yo Soy Flamengo", de Pedro Caetano, que había sido grabada por Jorge Veiga en 1954, lo que acabó llevando a un proceso en el que el autor ganó derechos sobre esta versión de la canción que se estrenó en agosto de 1969, rápidamente la canción se convirtió en un enorme éxito casándose con el clima de ufanismo que el régimen militar utiliza en su propaganda en el país. Esto acabaría corroborando, en el futuro, para la fama de delator que el cantante tendría en el futuro, aunque el mismo no ocurrió con Jorge Ben. La música sería tema de una sátira de Juca Chaves, titulada "París Tropical" y que generaría la tréplica de Jorge Ben, grabada por Simonal como "Respuesta".  La canción todavía recibiría una versión en italiano que fue lanzada con éxito en aquel país en marzo del año siguiente.

### Versión de Jorge Ben
La canción fue lanzada como parte de su álbum homónimo Jorge Ben, uno de los álbumes más exitosos del cantante. Con el paso de los años, la canción se convirtió en el mayor éxito de su carrera.

### Versión de Ivete Sangalo
"País tropical" es un sencillo de la cantante brasileña Ivete Sangalo lanzado oficialmente el 15 de septiembre de 2008 para su segundo álbum en vivo, Ivete no Maracanã (Multishow ao Vivo), lanzado un año antes, en 2007. La canción fue agregada al álbum de Ivete junto con las canciones "Arerê" y "Taj Mahal" en la misma banda en forma de medley, presentado en el álbum como "País tropical / Arerê / Taj Mahal". Al ser lanzada a la radio, la canción recibió una edición externa, en la que fue destacada sólo como País tropical.
La canción fue interpretada en 2011 por Ivete en colaboración con la cantante colombiana Shakira.

### Otras versiones
- 1969: La cantante brasileña Gal Costa hizo una versión para su álbum Gal.
- 1969: El músico brasileño Dom Salvador la reescribió para su álbum homónimo Dom Salvador.
- 1969: El percusionista de bossa nova Milton Banana añadió una versión de la canción para el álbum Milton Banana Trio.
- 1970: El músico y pianista luso-brasileño Luiz Eça hizo una versión de la canción para el álbum Brazil 70.
- 1978: El cantante de Israel Dudu Elharar regrabó la canción para el álbum ארץ טרופית יפה.
- 1999: La banda de pagoda Os Morenos también regrabó la canción en el álbum Pode Chegar.
- 1999: El cantante Paulinho Moska hizo una versión para el álbum Móbile.
- 1999: La cantante de axé brasileña Daniela Mercury reescribió la canción para su álbum Swing Tropical.
- 2000: El cantante pop brasileño Maurício Manieri hizo una versión para su primer álbum en vivo, Mauricio Manieri - Ao Vivo.
- 2004: El cantante brasileño Alexandre Pires grabó la canción para su álbum Alma Brasileira.
- 2011: La cantante colombiana Shakira interpretó la canción junto a Ivete Salgalo en Rock in Rio como parte de su Sale el Sol World Tour.
- 2018: El programa español Operación Triunfo 2017 versionó la canción en su undécima gala.